# Limaria pellucida
Limaria pellucida is een tweekleppigensoort uit de familie van de Limidae. De wetenschappelijke naam van de soort is voor het eerst geldig gepubliceerd in 1848 door C.B. Adams.